# Mariona Moncunill
Mariona Moncunill (Tarragona, 1984) és una artista catalana. Actualment viu i treballa a Barcelona. És llicenciada en Belles Arts i màster en Gestió Cultural per la Universitat de Barcelona. Fa el doctorat en Societat de la Informació i el Coneixement a la Universitat Oberta de Catalunya. Ha cursat part dels estudis a la Koninklijke Academie van Beeldende Kunsten de la Haia. Des de la seva primera mostra individual al 2007, ha tingut un excel·lent recorregut, que l'ha portat a ser una de les artistes de la seva generació amb major projecció al nostre país. Entre les seves exposicions destaquen Especialització de la biblioteca (Espai Cultural Caja Madrid, Barcelona, 2010), Requalificació del cub (La Capella, Barcelona, 2009) i Institut d'Estadística Alternativa de Valls (Capella de Sant Roc, Valls, 2007).
Al 2009 va presentar un documental, Requalificació del Cub. Espai Cub, a La Capella, Barcelona, la qual esta estretament relacionada amb el món de l'art. En el documental es mostra el desmuntatge del cub blanc de la capella destinat a artistes emergents i la seva conversió en una escultura.
El 2012, Mariona Moncunill va dur a terme una obra de crítica institucional traslladant a l'Espai 13 de la Fundació Joan Miró el registre fotogràfic dels diferents menjadors de museus i centres d'art de la ciutat. Visibilitzant un lloc de trobada fonamental per al desenvolupament de la feina i les relacions col·lectives a la institució artística, però mai visible per al públic en general, aconseguia establir diferències comparatives entre institucions. Això es feia més evident a la revista que recollia aquests diversos menjadors tot apropiant-se de l'estètica d'una publicació o catàleg comercial sobre decoració domèstica.
L'any 2013 Moncunill, va passar dos mesos al Centre d'Art i Educació Rupert, ubicat en un bosc als afores de Vílnius, Lituània. Un edifici revestit interiorment i exteriorment de fusta. L'artista es va proposar estudiar la relació del centre amb tres espais diferents que contribueixen a fer del bosc una representació simbòlica i ho presenta a través d'una instal·lació fotogràfica. Els espais són: el Parc Regional de Verkiai, el Jardí Botànic de la Universitat de Vílnius i l'Uno Park.
Obra: 
Des de les seves primeres creacions, Mariona Moncunill, implica el públic en el procés creatiu. També, en els seus treballs, mostra una càrrega de crítica i de compromís social i polític amb l'art.

## Premis i reconeixements[1]
- Premi Miquel Casablancas (2008)
- Beca a la creació artística de la Fundació Guasch-Coranty (2010)
- Beca Ramón Acín de Artes Plàsticas (2011)

- Premi Generación (2013)
- Premi Artiga (2022)